# 烏瑟爾河
48°44′20.08″N 11°4′26.29″E / 48.7389111°N 11.0739694°E

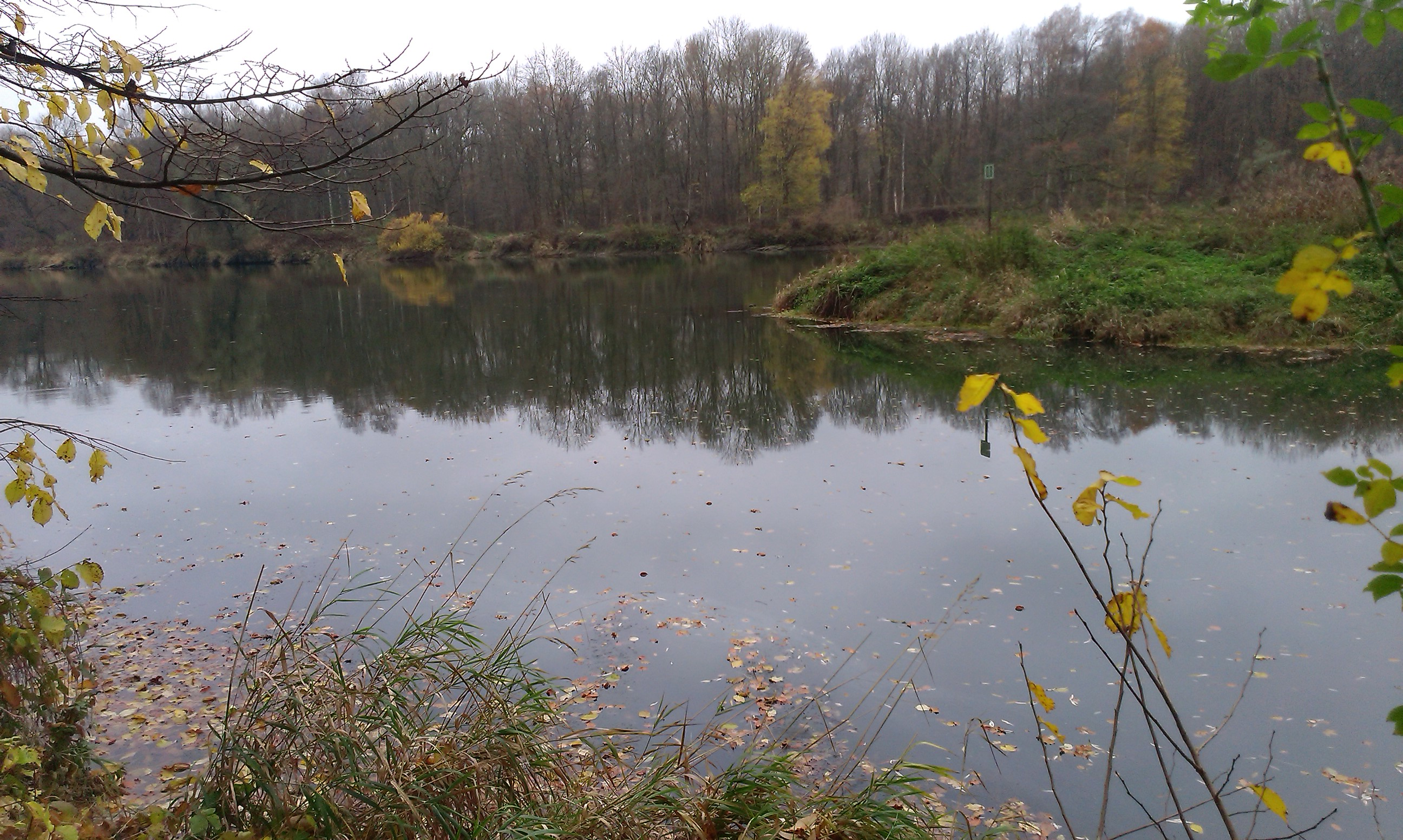

烏瑟爾河是德國的河流，位於該國東南部，由巴伐利亞負責管轄，屬於多瑙河的左支流，河道全長34.4公里，流域面積140平方公里，河口處在倫訥茨霍芬東南面。